# Pogar
Pogar (russisch Пога́р) ist eine Siedlung städtischen Typs in der Oblast Brjansk in Russland mit 9990 Einwohnern (Stand 14. Oktober 2010).

## Geographie
Der Ort liegt gut 100 km Luftlinie südwestlich des Oblastverwaltungszentrums Brjansk, etwa 20 km von der Staatsgrenze zur Ukraine entfernt. Er befindet sich am rechten Ufer der Sudost, eines rechten Nebenflusses der Desna.
Pogar ist Verwaltungszentrum des Rajons Pogarski sowie Sitz und einzige Ortschaft der Stadtgemeinde Pogarskoje gorodskoje posselenije.

## Geschichte
Der Ort ist seit 1155 bekannt und wurde zunächst als Radoschtsch oder auch als Radogoschtsch bezeichnet. In den 1230er-Jahren wurde er während der mongolischen Invasion der Rus zerstört. In der zweiten Hälfte des 15. Jahrhunderts kam Radoschtsch zum Großfürstentum Litauen; ab 1500 gehörte es wieder zum Großfürstentum Moskau, bis es 1618 durch den Vertrag von Deulino als Folge des polnisch-russischen Krieges erneut zu Polen-Litauen kam. In dieser Periode wurde der Ort mehrfach zerstört, so 1534 und 1563, als er für einige Zeit völlig aufgegeben wurde. Nach der Wiederbesiedlung trug der Ort den heutigen Namen, angelehnt an das russische pogorely, etwa „niedergebrannt“. Als solcher erhielt er um die Mitte des 17. Jahrhunderts das Stadtrecht nach Magdeburger Recht, bevor er 1654 mit der linksufrigen Ukraine endgültig zu Russland kam.
1781 wurde Pogar Verwaltungssitz eines Ujesds der kurzlebigen Statthalterschaft Nowgorod-Sewerski; mit deren Auflösung 1796 verlor es seine Verwaltungsfunktion und gehörte fortan zum Ujesd Starodub, ab 1802 Teil des Gouvernements Tschernigow.
Am 25. Mai 1919 verlor Pogar sein Stadtrecht und galt bis zur Verleihung des Status einer Siedlung städtischen Typs am 10. Juli 1938 als Dorf. 1929 wurde Pogar Verwaltungssitz eines neu geschaffenen, nach ihm benannten Rajons.
Im Zweiten Weltkrieg war Pogar vom 29. August 1941 bis 21. September 1943 von der deutschen Wehrmacht besetzt.
| Jahr | Einwohner |
| ---- | --------- |
| 1897 | 4.965     |
| 1939 | 5.941     |
| 1959 | 6.351     |
| 1970 | 7.098     |
| 1979 | 8.063     |
| 1989 | 9.959     |
| 2002 | 11.471    |
| 2010 | 9.990     |

Anmerkung: Volkszählungsdaten

## Verkehr
Pogar besitzt einen Bahnhof bei Kilometer 56 der 1931 eröffneten Eisenbahnstrecke Unetscha – Chutir-Mychajliwskyj (Station Chutir-Mychajliwskyj) – Woroschba, die als Teil der Fernverbindung Orscha – Charkiw entstand. Durch den Zerfall der Sowjetunion wurde die Gesamtstrecke unter Belarus, Russland und der Ukraine aufgeteilt, wobei sie mehrfach die Staatsgrenze kreuzt und in Folge nach und nach abschnittsweise stillgelegt wurde; so auch der Abschnitt südöstlich von Pogar in Richtung Ukraine. Nach der Einstellung des zuvor bereits bescheidenen Personenverkehrs 2013 wird der jetzige Endbahnhof Pogar, einige Kilometer südwestlich der Siedlung gelegen, nur noch sporadisch im Güterverkehr angefahren.
Weiträumig südöstlich wird die Siedlung von der Regionalstraße 15K-2001/1902/1901 umgangen, die etwa 40 km nördlich bei Potschep von der föderalen Fernstraße A240 abzweigt und zur ukrainischen Grenze führt (von dort weiter als Regionalstraße R 12 nach Tschernihiw).

## Söhne und Töchter der Ortschaft
- Sol Hurok (1888–1974), Konzertveranstalter und Manager für klassische Musik in den USA